# Купрешко-јањски партизански одред
Купрешки народноослободилачки партизански (НОП) одред је био партизанска јединица у саставу Народноослободилачке војске и партизанских одреда Југославије током Другог светског рата у Југославији. 

## Историјат
Формиран је маја 1943. у саставу 10. дивизије. Дејствовао је на територији општине Купрес и у делу јајачког среза (Јањ). Имао је две чете, Купрешку и Јањску, али се почетком лета знатно увећао и активирао на комуникацијама које из Купреса воде у Бугојно и Ливно, а повремено и на комуникацијама Јајце—Гламоч и Јајце—Доњи Вакуф—Бугојно. Други задатак Одреда у том периоду био је борба против четника и обезбеђење села од усташке милиције, нарочито за време жетве. Крајем јуна Одред је реорганизован у нове одреде: Купрешки, Вуковски, Благајски и Јањски НОП одред 